# Керченська фортеця
Фортеця Керч (крим. Keriç qalesi, форт Тотлебен) — фортеця в Криму. Розташована на мисі Ак-Бурун на березі Керченської протоки в самій вузькій її частині. Фортеця була побудована в XIX столітті для охорони південних рубежів Російської імперії.

## Історія
Перші укріплення на березі Керченської протоки виникли в 1771 році. На мисі, згодом названому Павловським, була розташована перша батарея. Згодом фортифікація неодноразово перебудовувалася і посилювалася, в ході Кримської війни батарея була озброєна вже 20 знаряддями.

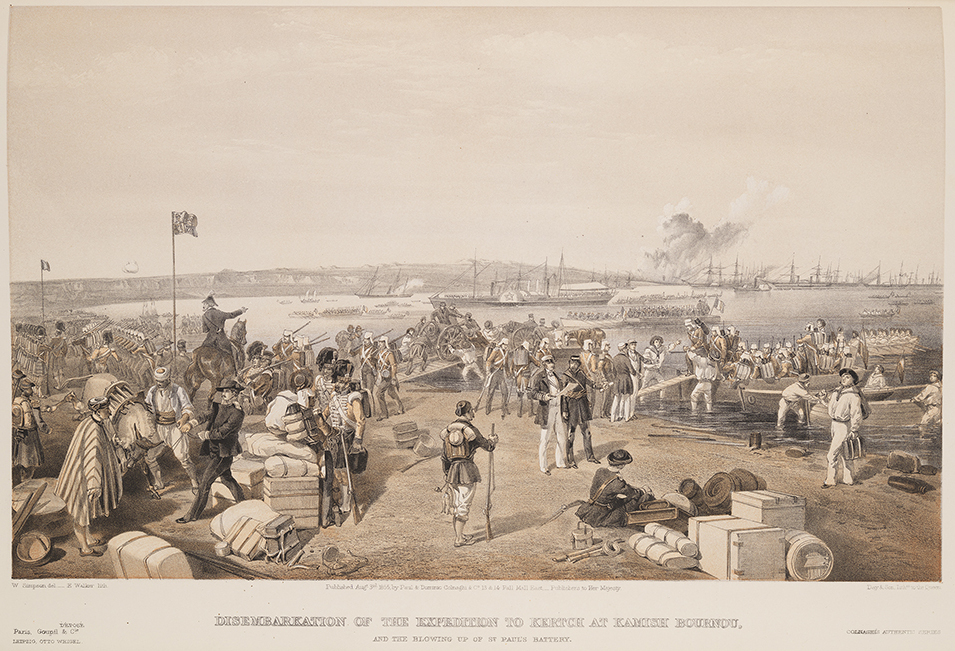
Висадка англо-французьких та турецьких військ на мис Комиш-Бурун

Після висадки 12 травня 1855 року десанту англо-французьких і турецьких військ у Комиш-Бурун, південніше Керчі, стала необхідність здачі укріплення, що не мала можливості протистояти супротивникові з сухого шляху. Опинившись перед загрозою захоплення фортеці, командування розпорядилося знаряддя і припаси знищити, а особовому складу відступити. На позиціях Павлівської батареї та прилеглої до неї місцевості було розбито укріплений табір французьких військ, у якому вони перебували до червня 1856 року.
За умовами Паризького мирного договору Чорне море оголошувалося нейтральним, а Росії було заборонено мати тут флот і військові порти. Зміцнення ж протоки не суперечило умовам договору, тому вже в квітні 1856 були направлені у Керч саперні підрозділи для вивчення місцевих умов і знімання місцевості. У серпні сапери розпочали роботи на місці колишнього французького табору. Спочатку розглядалося укріплення старої турецької фортеці Єнікале, розташованої в глибині Керченської протоки. Але в грудні 1856 був ініційований новий проєкт, згідно з яким укріплення розташовувалися на Павлівському мисі. Крім того, Олександр II наказав додатково побудувати морські форти на краю коси Тузла і на рифі Ак-Бурунського мису.
Будівництво було розпочате того ж року. До кінця року начорно були відсипані берегові батареї, зведені дві казарми і пороховий льох, в протоці від краю коси Тузла в напрямку Павловського мису також було розпочате будівництво. На місці роботами керував полковник Антон Антонович, досвідчений військовий інженер. У жовтні 1859 директором інженерного департаменту військового міністерства був призначений Едуард Іванович Тотлебен, який користувався в питанні зміцнення Керчі повною підтримкою царя і використав тут свій багатий досвід облоги й фортець, насамперед — досвід оборони Севастополя. 1860 року почалися земляні роботи на Ак-Бурунському мисі, протяжність кам'яної перепони в протоці перевищила 3 км. 1861 року імператор Олександр II вперше побував у фортеці. Оглянувши будівництво, він повелів: «На честь праць, понесених солдатами: найменувати люнети, лівий Мінського, а правий Віленського полку. А головний форт відтепер іменувати форт Тотлебен». Після огляду робіт Государ привітав полковника Ната з підвищенням до генерал-майора.
У 1867 році керченські укріплення отримали статус фортеці. Коли цар втретє відвідав фортецю в 1872 році, роботи на оборонних спорудах були закінчені, і він залишився «вельми задоволеним обробкою берегових батарей».

## Занепад
У радянські часи на території фортеці розташовувалися військові склади з майном та боєприпасами Чорноморського флоту. Тут розташовувався дисциплінарний батальйон.
Після розпаду СРСР почалося скорочення військових частин і в 2000 м році територія фортеці була передана Керченському державному історико—культурному заповіднику. Фортеця є унікальною пам'яткою фортифікаційного будівництва XIX століття. Тепер[коли?] вона охороняється державою і є пам'яткою Керчі і Криму. По території фортеці проводяться туристичні екскурсії. Деякі підземелля досі мало вивчені.

## Галерея

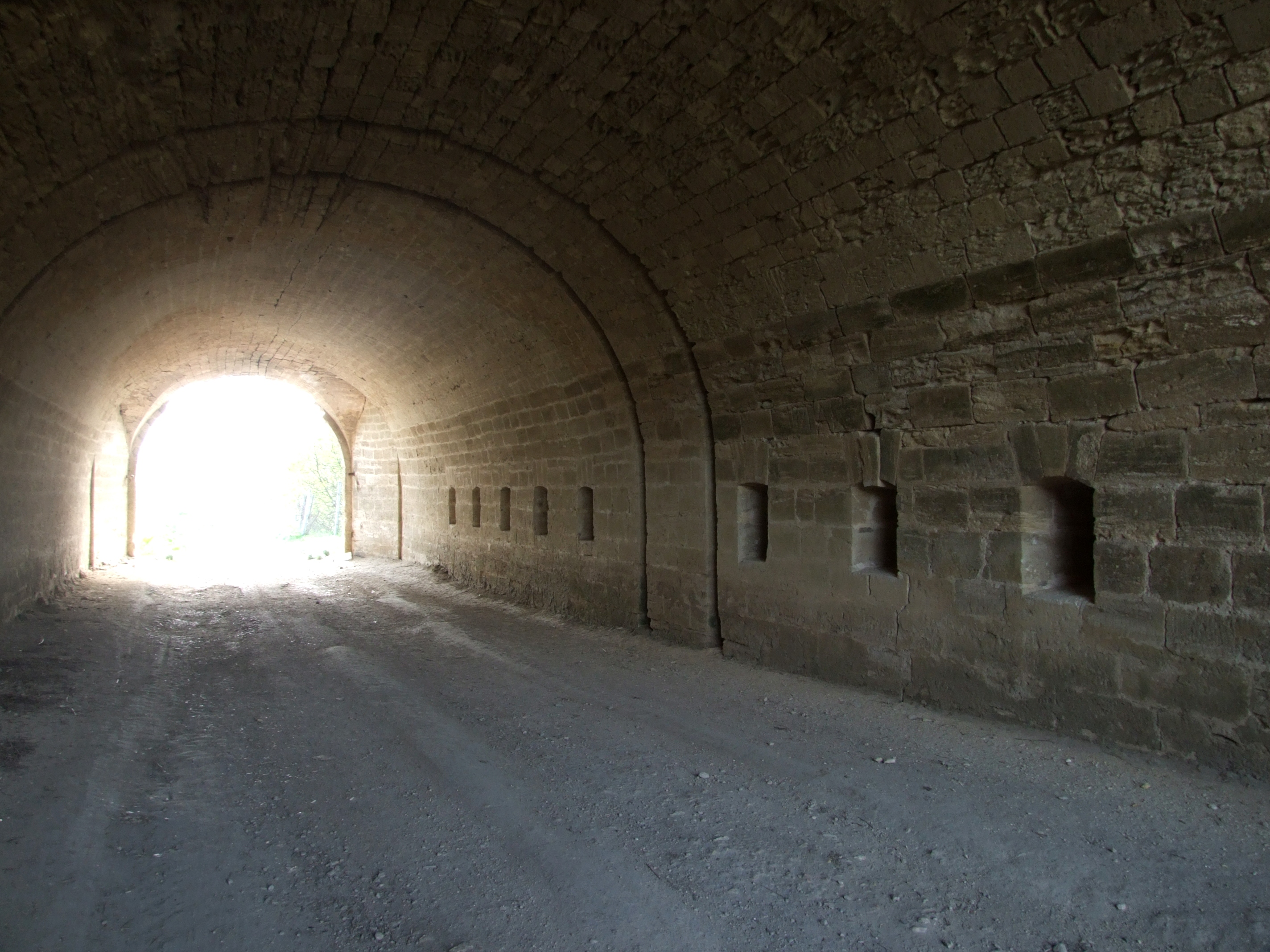
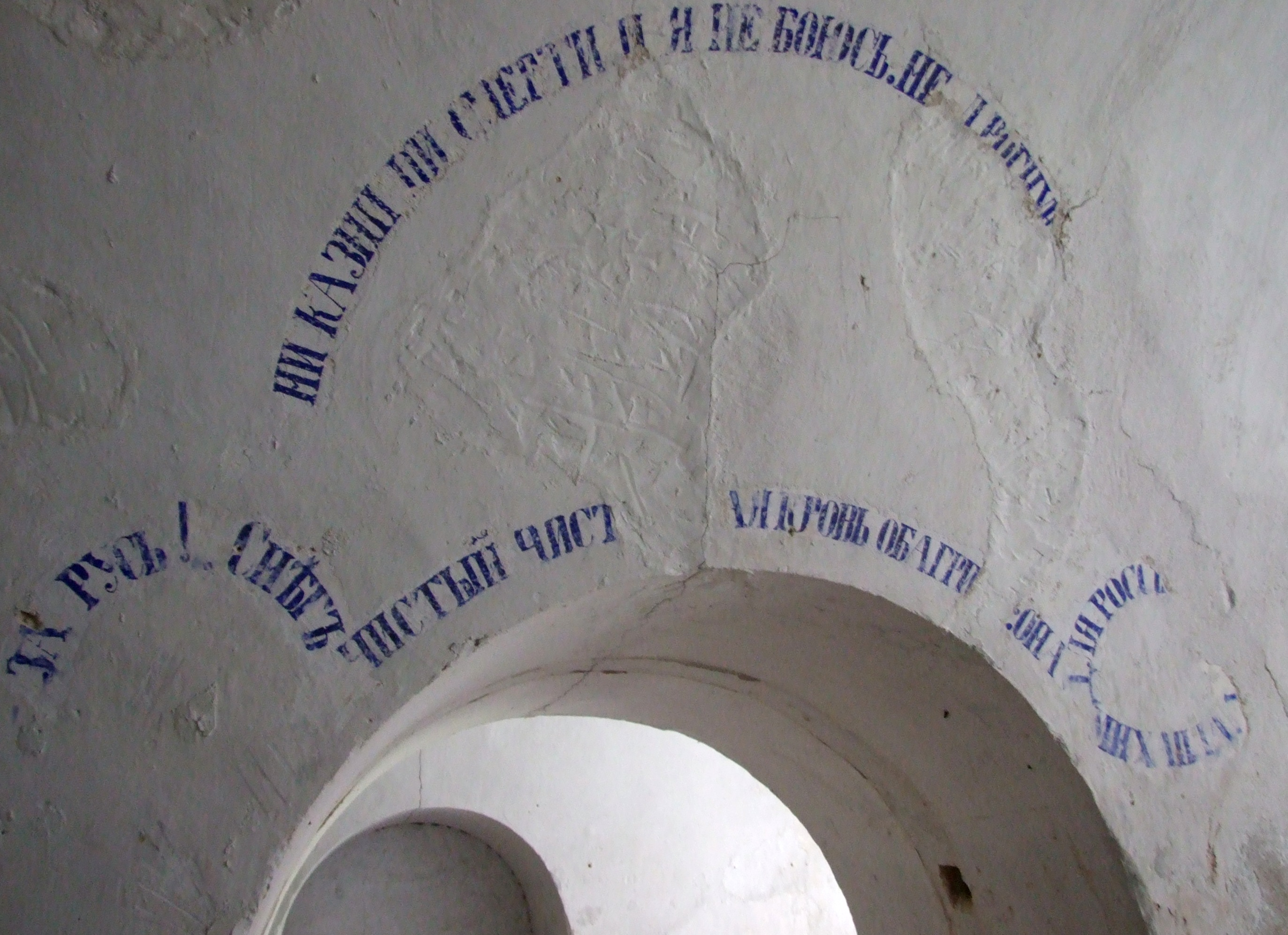
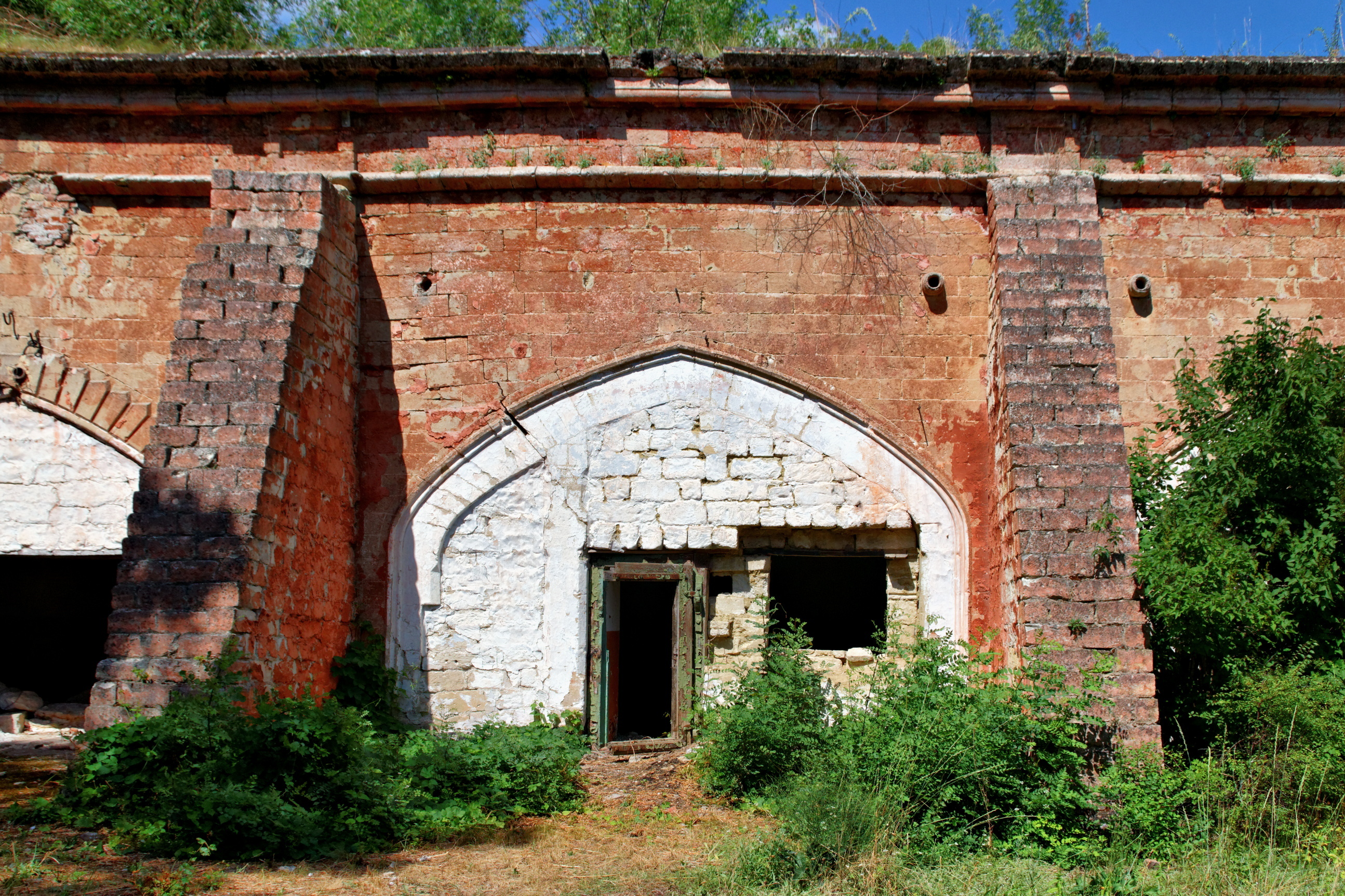
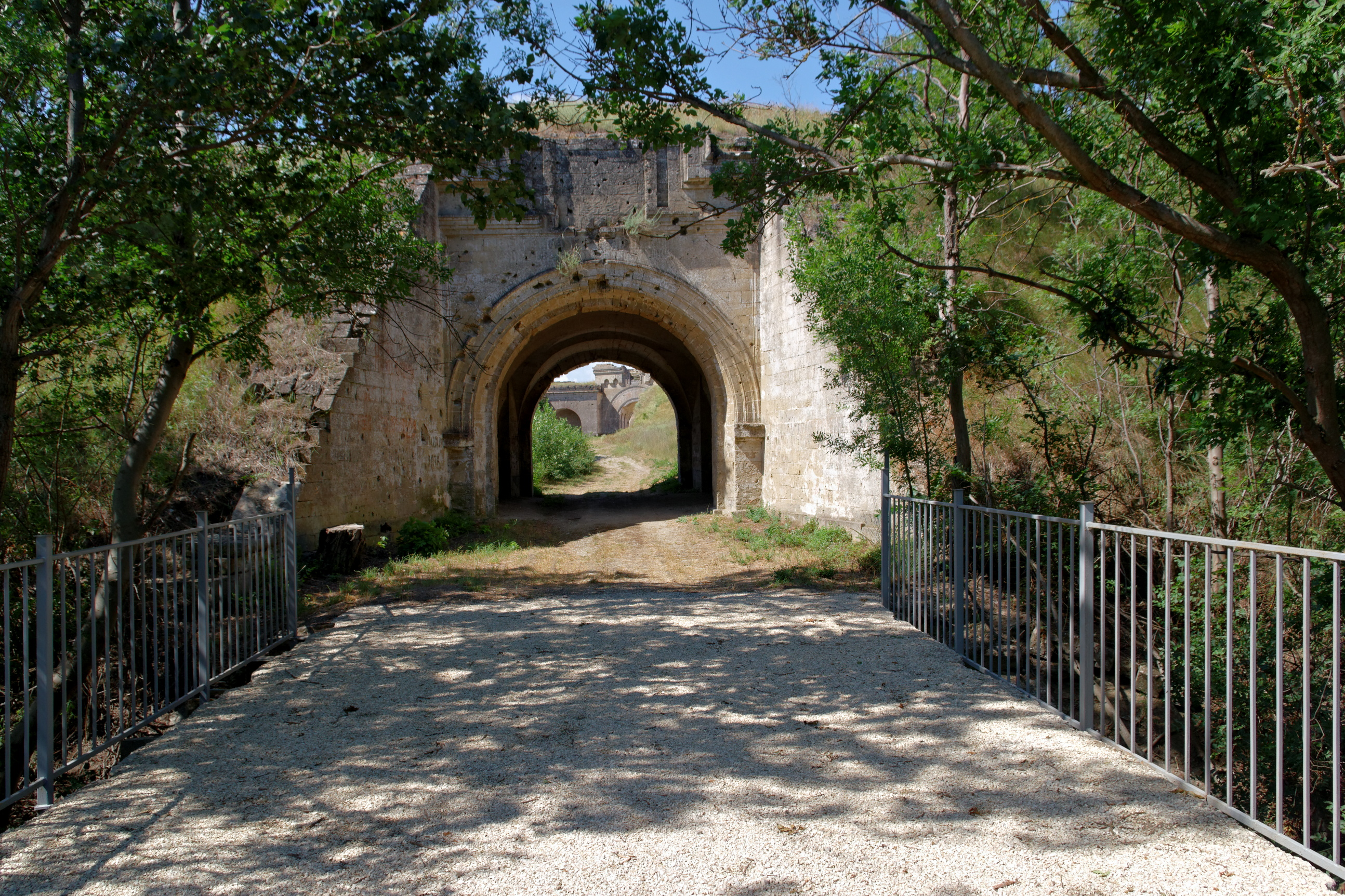
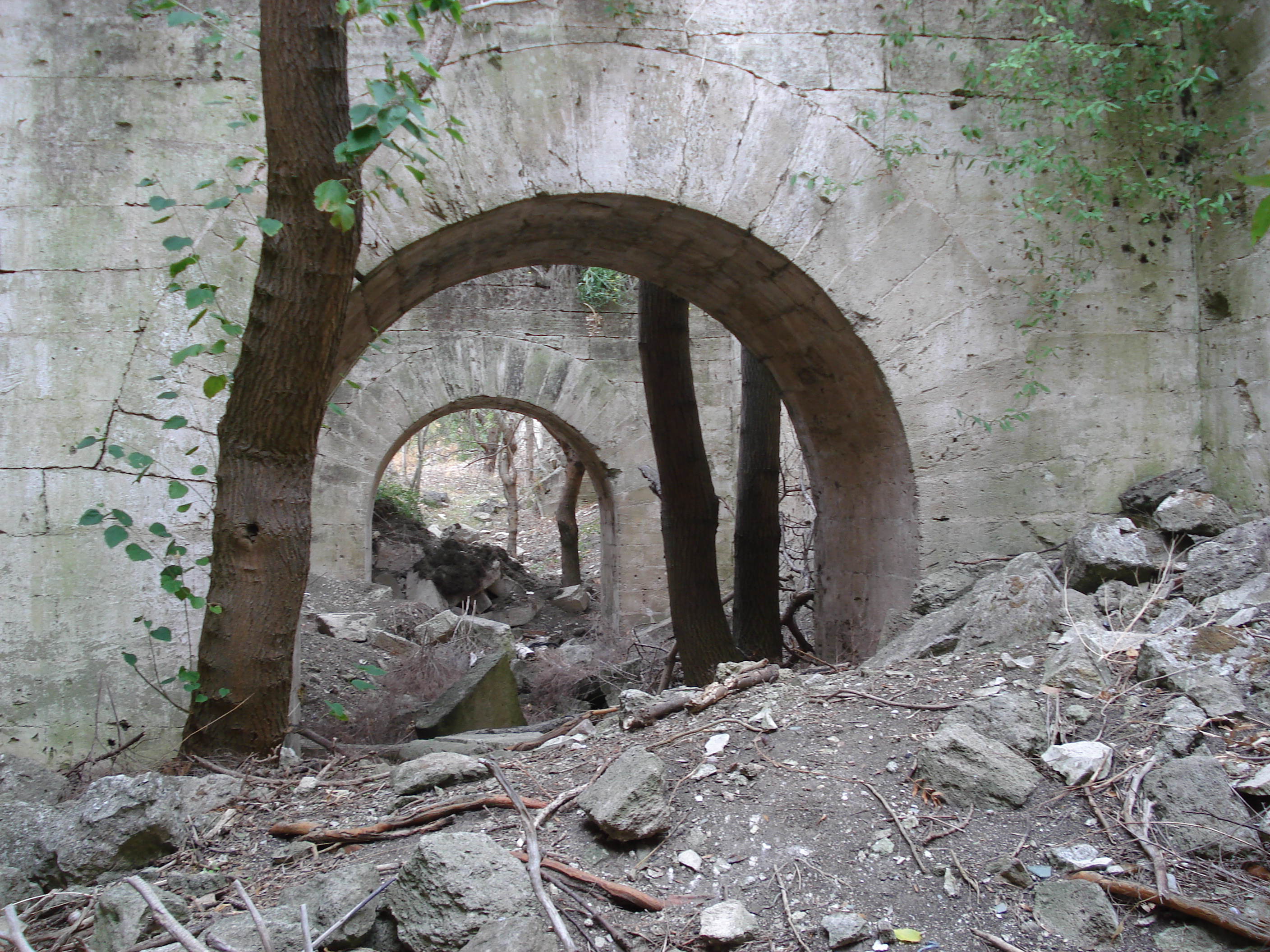
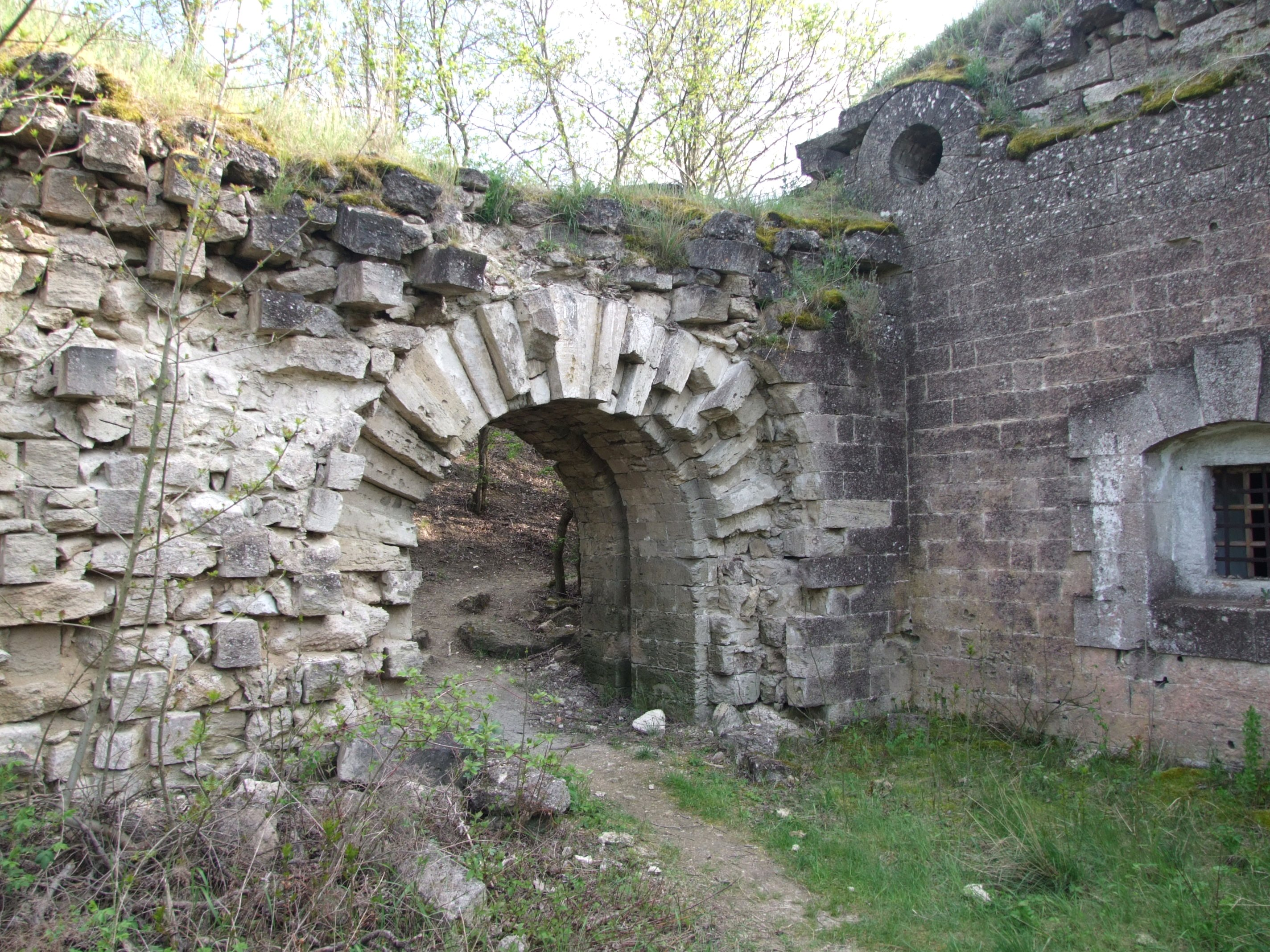
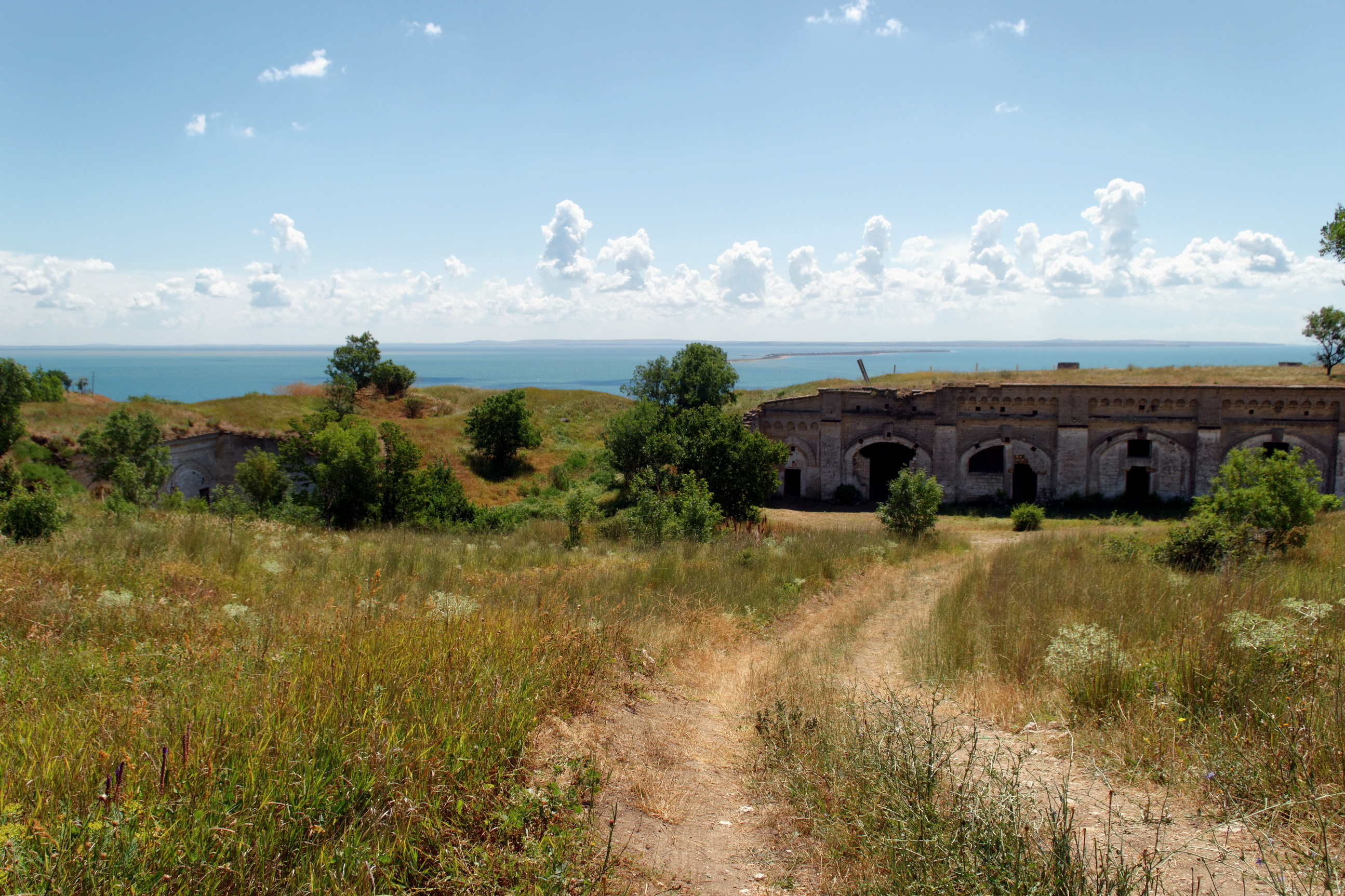
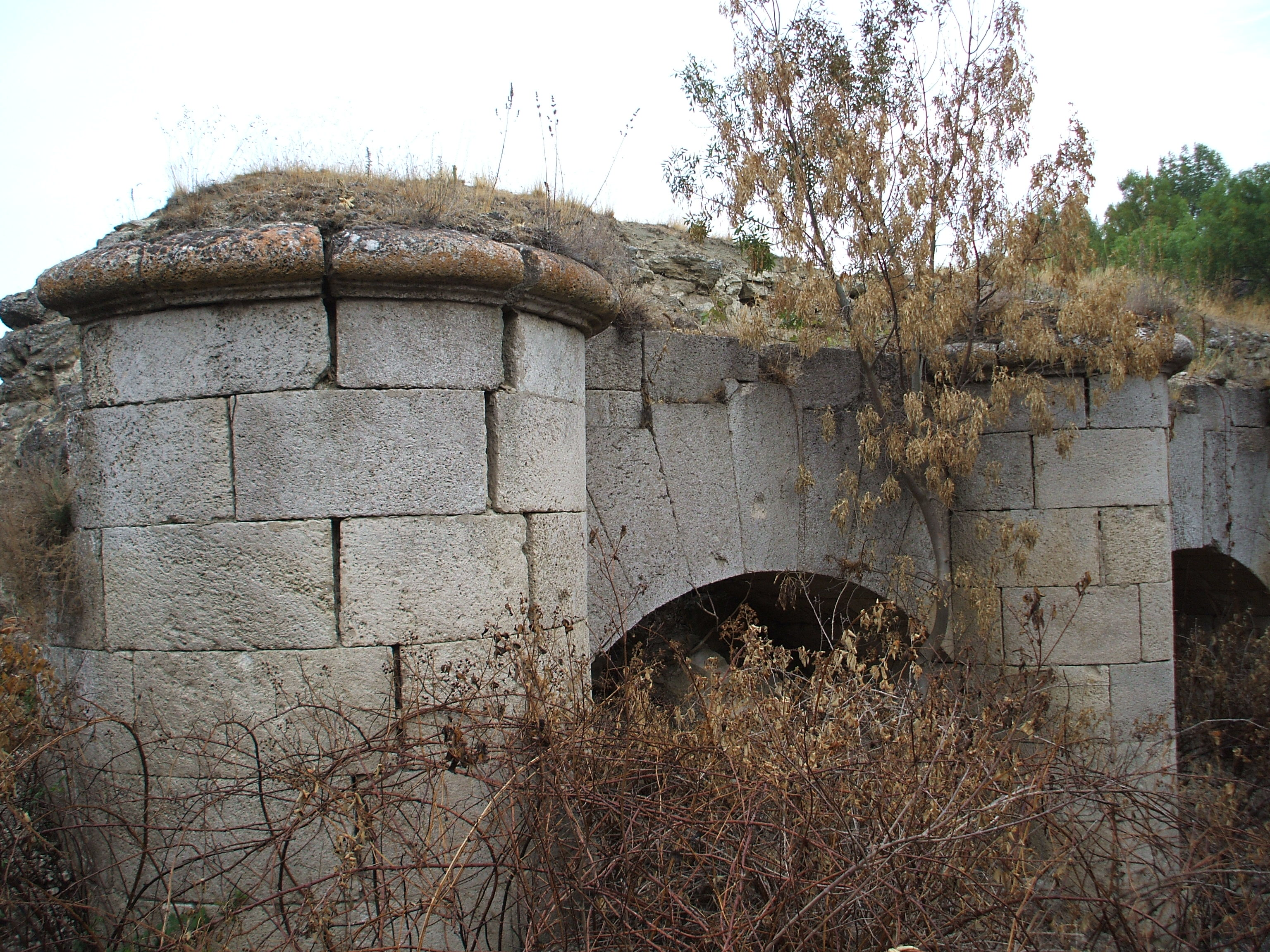
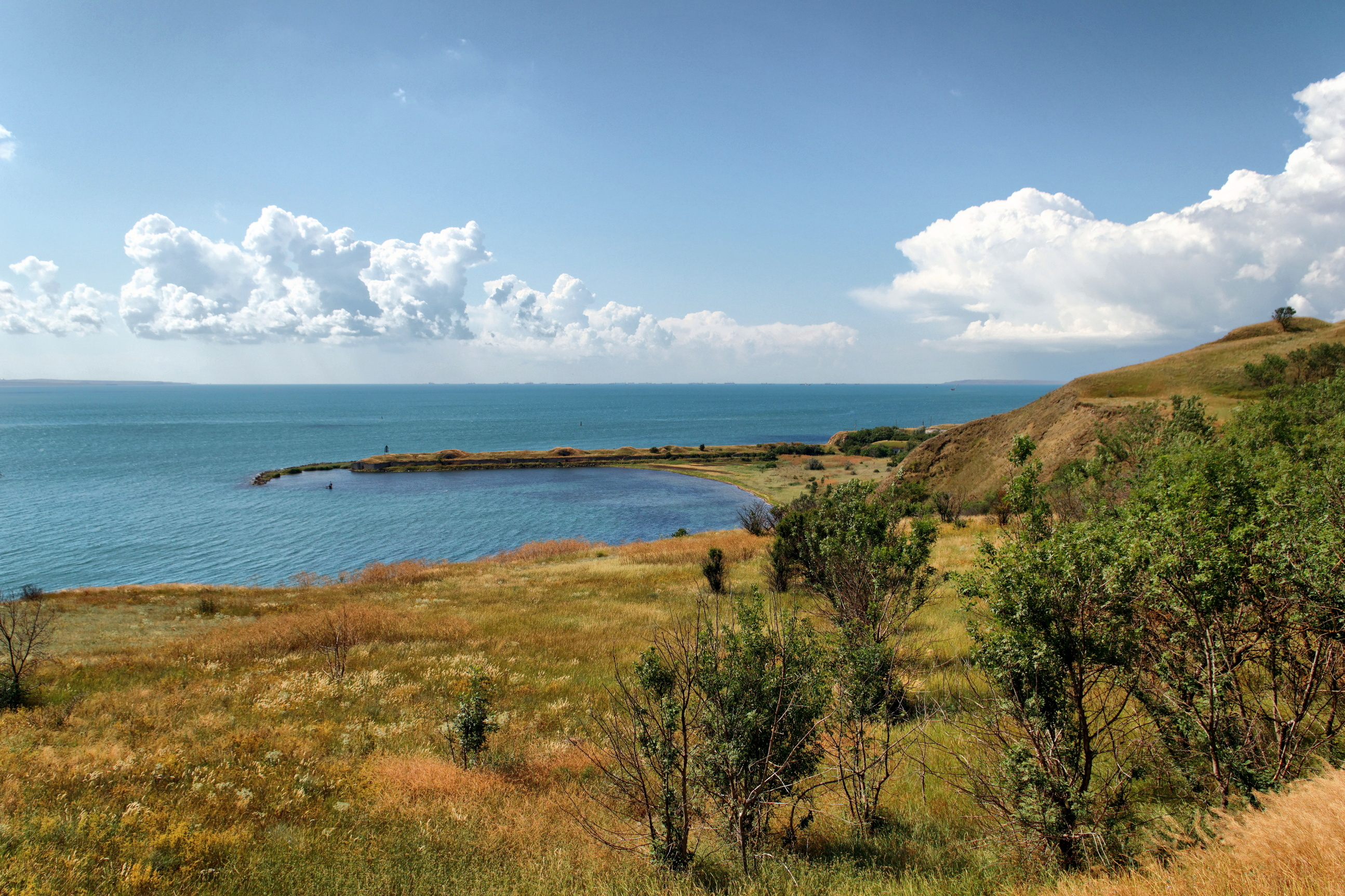
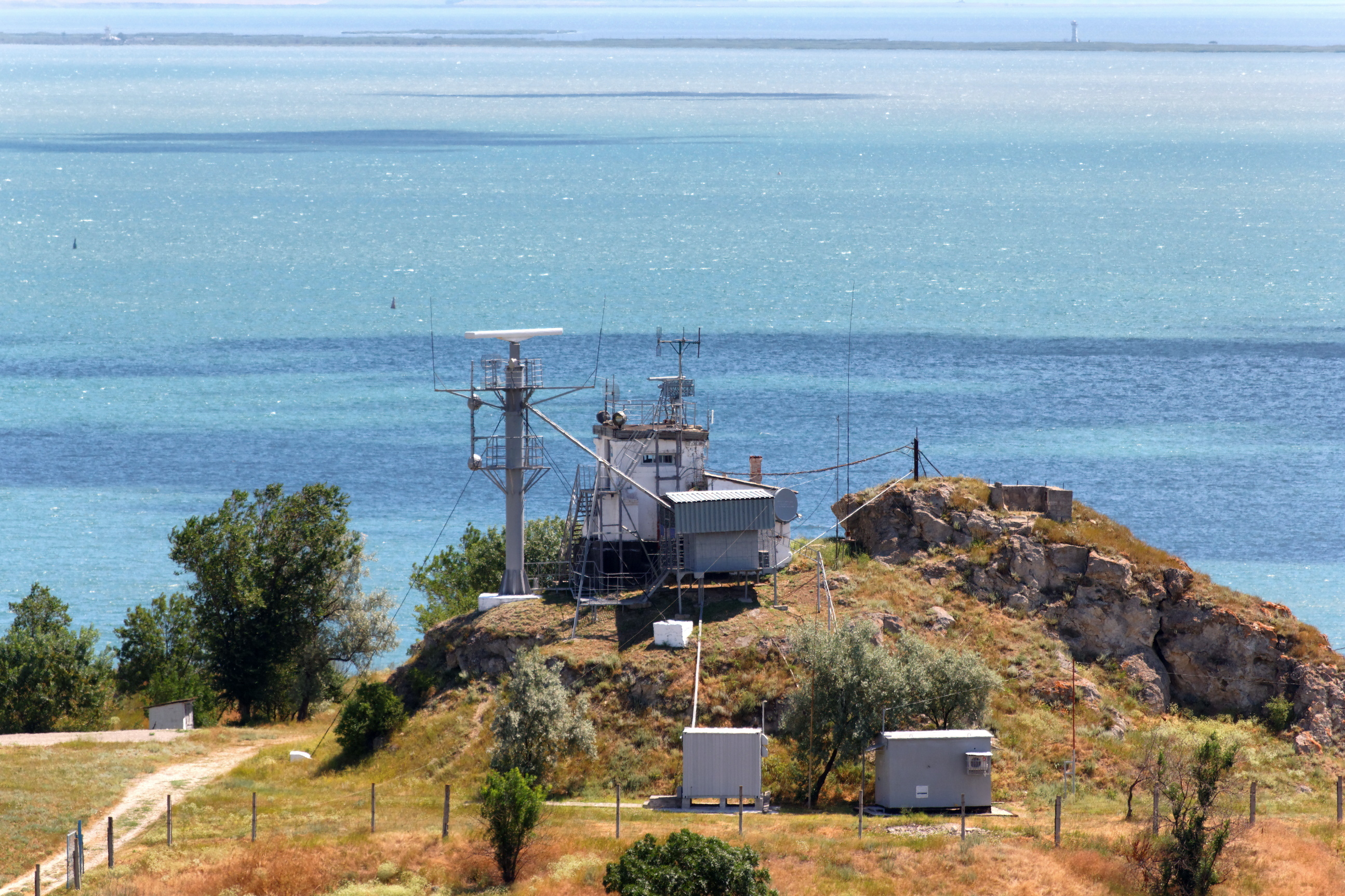
Сучасний радіолокаційний пост біля фортеці